# Przemysław Kacieja
Przemysław Kacieja (ur. 29 sierpnia 1992 w  Zielonej Górze) – polski bokser i kick-boxer. Międzynarodowy zawodowy Mistrz Polski K-1 (PZKB), brązowy medalista Mistrzostw Europy WAKO (2018), zdobywca Pucharu Świata WAKO (2020), jedenastokrotny Mistrz Polski w formułach K-1, Low Kick, Full Contact, Light Contact oraz Kick Light, zawodowy mistrz Polski K-1 (PZKB)

## Osiągnięcia
- MISTRZ POLSKI ORIENTAL RULES -63,5 kg Siedlce 11-13.12.2020r.[1]
- MISTRZ POLSKI KICK LIGHT -63 kg Płock 24-25.10.2020r.[2]
- Międzynarodowy Zawodowy Mistrz Polski K-1 PZKB -63,5 kg Zielona Góra 03.10.2020r.[3]
- Zdobywca Pucharu Świata Irish Open 2020 -63,5 kg Dublin (Irlandia) 27.02-01.03.2020r.[4]
- Zawodowy mistrz Polski K-1 PZKB -63,5 kg MFC 16 Zielona Góra 05.10.2019r.[5]
- Gala zawodowego boksu FSN Fight Show Night -63,5 kg Poznań 25.05.2019r.[6]
- MISTRZ POLSKI K-1 RULUES -63,5 kg Sanok 26-28.04.2019r.[7]
- MISTRZ POLSKI FULL CONTACT -63,5 kg Swarzędz 12-14.04.2019r.[8]
- MISTRZ POLSKI LIGHT CONTACT -63 kg Włoszakowice 29-31.03.2019r.[9]
- MISTRZ POLSKI KICK LIGHT -63 kg Kartuzy 15-17.03.2019r.[10]
- MFC 15 Makowski Fighting Championschip -63,5 kg Nowa Sól 16.12.2018r.[11]
- III miejsce Mistrzostwa Europy Seniorów Full Contact WAKO -63,5 kg Maribor (Słowenia) 17-25.11.2018r[12]
- MFC 14 Makowski Fighting Championship -63,5 kg Zielona Góra 22.09.2018r.[13]
- MISTRZ POLSKI LIGHT CONTACT -63,5 kg Kurzętnik 8-10.06.2018r.[14]
- MISTRZ POLSKI FULL CONTACT -63,5 kg Kalisz 6-7.04.2018r.[15]
- Grand Prix Light Contact Płock 2018 –63 kg Płock 23-24.03.2018r.[16]
- MISTRZ POLSKI K-1 RULES -63,5 kg Warszawa 16-18.03.2018r.[17]
- MISTRZ POLSKI KICK LIGHT -63 kg Kartuzy 9-11.03.2018r.[18]
- MISTRZ POLSKI LOW KICK -63,5 kg Nowy Targ 21-23.04.2017r.[19]
- MISTRZ POLSKI FULL CONTACT -63.5 kg Piotrków Trybunalski 7-9.04.2017r.[20]
- Wicemistrz Polski Kick Light -63 kg Kartuzy 24-26.03.2017r.[21]
- III miejsce Mistrzostwa Polski K-1 -63,5 Legnica 10-12.03.2017r.[22]
- Wicemistrz Polski Oriental Rules Starachowice -63,5 kg  9-11.12.2016r.[23]
- I miejsce na Polish Fighter Cup V Szczecin -63,5 kg 22.10.2016r.[24]
- III miejsce Mistrzostwa Polski K-1 Seniorów -63,5 kg Wrocław 09-12.06.2016r.[25]
- Wicemistrz Polski Low Kick -60 kg Otwock 8-10.04.2016r.[26]
- I miejsce Puchar Polski K-1 Rules - Nowy Targ 12-14.02.2016r.[27]
- Wicemistrz Polski Oriental Rules Starachowice 4-6.12.2015r.[28]
- I miejsce Puchar Polski Low Kick Seniorów - Jarosław 28-29.11.2015r.[29]
- III miejsce w Mistrzostwach Polski Low Kick Seniorów 14-16.03.2014 r. Bełchatów[30]
- I miejsce na Lubusz Open Zielona Góra w formule kick light - Zielona Góra 2012r. Tytuł Najlepszego Zawodnika Gwardii Zielona Góra[31]